# Serie Mundial de 1939
La Serie Mundial de 1939 fue disputada entre Cincinnati Reds y New York Yankees.
Los New York Yankees resultaron ganadores al vencer en la serie por 4 partidos a 0.

## Desarrollo

### Juego 1
| Equipo     | 1 | 2 | 3 | 4 | 5 | 6 | 7 | 8 | 9 | C | H | E |
| ---------- | - | - | - | - | - | - | - | - | - | - | - | - |
| Cincinnati | 0 | 0 | 0 | 1 | 0 | 0 | 0 | 0 | 0 | 1 | 4 | 0 |
| New York   | 0 | 0 | 0 | 0 | 1 | 0 | 0 | 0 | 1 | 2 | 6 | 0 |

LG: Red Ruffing (1–0)  LP: Paul Derringer (0–1)  

### Juego 2
| Equipo     | 1 | 2 | 3 | 4 | 5 | 6 | 7 | 8 | 9 | C | H | E |
| ---------- | - | - | - | - | - | - | - | - | - | - | - | - |
| Cincinnati | 0 | 0 | 0 | 0 | 0 | 0 | 0 | 0 | 0 | 0 | 2 | 0 |
| New York   | 0 | 0 | 3 | 1 | 0 | 0 | 0 | 0 | X | 4 | 9 | 0 |

LG: Monte Pearson (1–0)  LP: Bucky Walters (0–1)  
HRs:  NYY – Babe Dahlgren (1)

### Juego 3
| Equipo     | 1 | 2 | 3 | 4 | 5 | 6 | 7 | 8 | 9 | C | H  | E |
| ---------- | - | - | - | - | - | - | - | - | - | - | -- | - |
| New York   | 2 | 0 | 2 | 0 | 3 | 0 | 0 | 0 | 0 | 7 | 5  | 1 |
| Cincinnati | 1 | 2 | 0 | 0 | 0 | 0 | 0 | 0 | 0 | 3 | 10 | 0 |

LG: Bump Hadley (1–0)  LP: Junior Thompson (0–1)  
HRs:  NYY – Charlie Keller 2 (2), Joe DiMaggio (1), Bill Dickey (1)

### Juego 4
| Equipo     | 1 | 2 | 3 | 4 | 5 | 6 | 7 | 8 | 9 | 10 | C | H  | E |
| ---------- | - | - | - | - | - | - | - | - | - | -- | - | -- | - |
| New York   | 0 | 0 | 0 | 0 | 0 | 0 | 2 | 0 | 2 | 3  | 7 | 7  | 1 |
| Cincinnati | 0 | 0 | 0 | 0 | 0 | 0 | 3 | 1 | 0 | 0  | 4 | 11 | 4 |

LG: Johnny Murphy (1–0)  LP: Bucky Walters (0–2)  
HRs:  NYY – Charlie Keller (3), Bill Dickey (2)
|                                                          |
| Campeón de las Grandes Ligas New York Yankees 8.º título |